# Uranoscopus archionema
Uranoscopus archionema är en fiskart som beskrevs av Regan 1921. Uranoscopus archionema ingår i släktet Uranoscopus och familjen Uranoscopidae. Inga underarter finns listade i Catalogue of Life.